# Prophetess
Prophetess es una película de comedia deportiva nigeriana de 2021 dirigida por Niyi Akinmolayan. Está protagonizada por Toyin Abraham, Uzor Arukwe, Stan Nze y Tina Mba. Está basada en una profetisa que hace audaces falsas predicciones sobre el resultado de un partido del club de fútbol local que van más allá de su control. Se estrenó en cines el 2 de abril de 2021 y obtuvo críticas positivas. También se convirtió en un éxito de taquilla.

## Sinopsis
Ajoke (Toyin Abraham) es una profetisa de un pequeño pueblo rural que hace predicciones sobre el futuro a cambio de dinero. Se convierte en una sensación de la noche a la mañana y es popular entre los nigerianos al predecir correctamente tanto el triunfo del Arsenal en la UEFA como el ganador del reality show de televisión Big Brother Naija durante un en vivo de Instagram con Dipo, un influencer. La gente comienza a creer en lo que dice e incluso hacen grandes apuestas por un club de fútbol local llamado Wonder Boyz, cuando afirmó que estos derrotarían al líder de la tabla de la liga Gidi Boyz. El propietario de la popular compañía de apuestas Sure Banka, Eze-Ego (Uzor Arukwe) reconoce la predicción de Ajoke e intenta amañar los partidos para evitar que los Wonder Boyz ganen. Con su vida en peligro, ella solicita la ayuda de su hermana, Labake (Kehinde Bankole), quien intenta cubrir las necesidades médicas de su madre.

## Elenco
- Toyin Abraham como Ajoke Olooto
- Kehinde Bankole como Labake
- Stan Nze como Buntus
- Waliu Fagbemi como Akeem
- Deyemi Okanlawon como Fogo Bombastic
- Uzor Arukwe como Eze-Ego
- Adedimeji Lateef como Malaika
- Kunle Remi como Dipo
- Ronke Ojo como Iya Ibeji
- Tina Mba como Shalewa
- Seyi Awolowo
- Bendición Jessica Obasi

## Producción y lanzamiento
Es la segunda colaboración entre Niyi Akinmolayan y Toyin Abraham después de Elevator Baby. La película se rodó principalmente en Ibadán y fue ambientada en la aldea de Layole, estado de Oyo.

## Recepción
Según Sodas 'N' Popcorn mencionó: "el defecto de Prophetess es que gran parte del humor parece ser producto de la actuación y no de la película. Si la actuación es excelente, las líneas están lejos de serlo".
Jerry Chiemeke de Nigerian Entertainment Today dijo: "En última instancia, es un testimonio de la ambición de Niyi Akinmolayan y su dedicación para superarse a sí mismo. No es una película perfecta, son 30 minutos de más, pero es la mejor hasta ahora y muestra lo lejos que ha llegado desde Kajola. Es una comedia, pero también es significativa y, a diferencia de muchas de las películas actuales, logra ofrecer un acto final coherente ". También obtuvo una calificación de 6,8 / 10.

## Taquilla
Recaudó más de ₦ 43 millones en solo cuatro días en el fin de semana de apertura a pesar del aforo limitado debido al COVID-19. En las primeras cuatro semanas rcaudó ₦ 108 millones.